# Ital Reding der Ältere
Ital Reding der Ältere (* um 1370 vermutlich in Sattel; † 6. Februar 1447 in Arth) war Schwyzer Landammann, Heerführer der Schwyzer Truppen im Alten Zürichkrieg und gilt als Hauptverantwortlicher für die «Bluttat von Greifensee» am 28. Mai 1444.

## Leben
Ital Reding stammte aus einer angesehenen Schwyzer Familie. Wie sein Vater Hektor Reding übernahm auch er das Amt des Schwyzer Landammanns und stand in dieser Funktion an die dreissig Jahre (von 1411–1428 und 1432–1445) dem Lande Schwyz vor. Seit 1411 war er wiederholt Tagsatzungsgesandter von Schwyz und übernahm verschiedentlich Vermittlungsrollen in eidgenössischen Angelegenheiten. Am Konzil von Konstanz nahm er als eidgenössischer Gesandter teil. Es gelang Reding, von König Sigismund verschiedene Vorteile für das Land Schwyz zu erwirken. Er konnte so den Herrschaftsbereich des Alten Landes Schwyz erheblich erweitern. 1415 erwirkte er von Sigismund die Blutgerichtsbarkeit in Schwyz, Einsiedeln, der March SZ und im Bezirk Küssnacht (SZ). 1424 erwarb er ohne Wissen des Abtes das Schirmprivileg über das Kloster Einsiedeln.

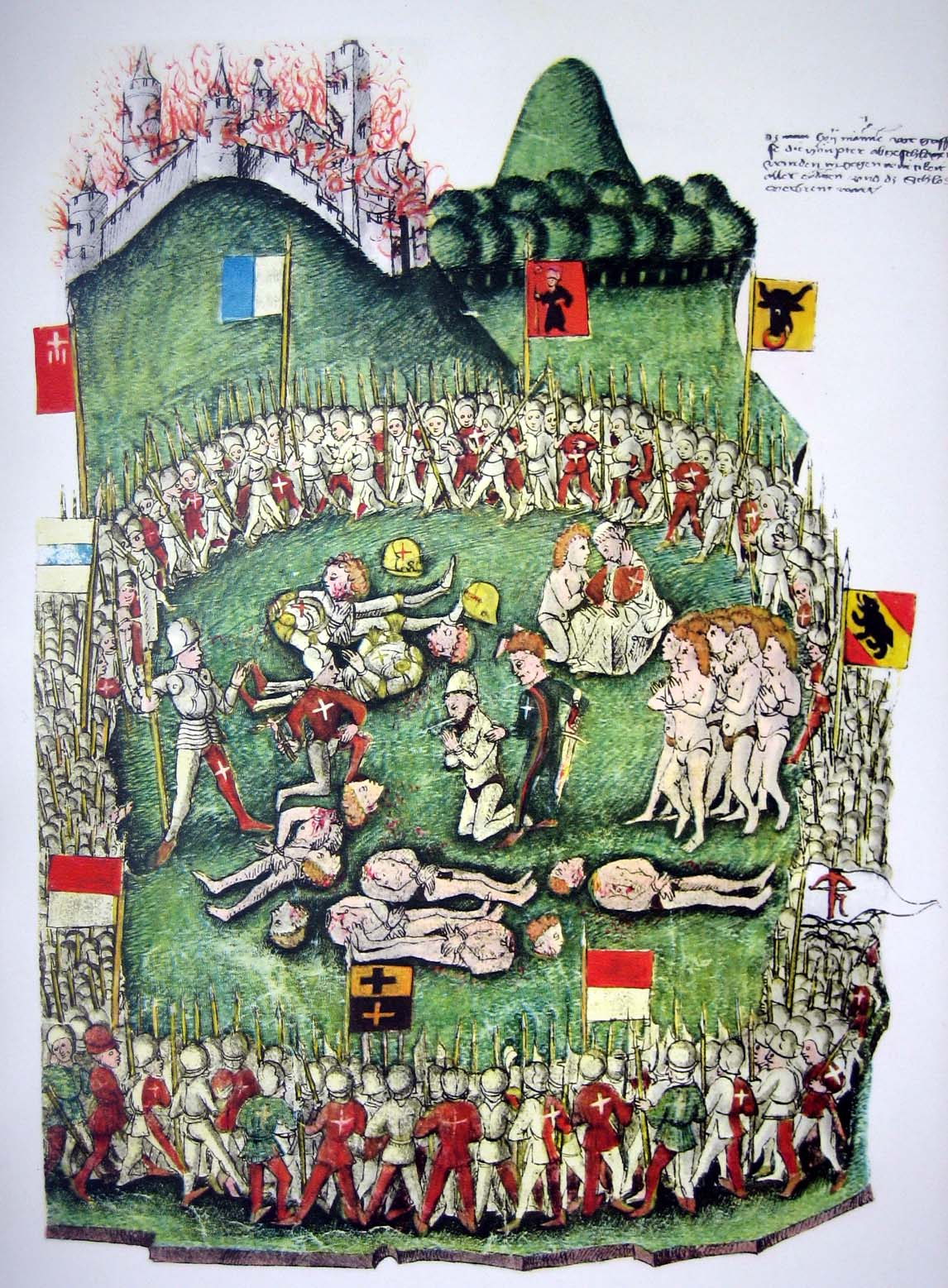
Mord von Greifensee 1444 – Darstellung aus der Tschachtlanchronik, 1470

Im Streit um die Erbschaft des Grafen Friedrich VII. von Toggenburg hatte er eine geschicktere Hand als sein Zürcher Gegenspieler Bürgermeister Rudolf Stüssi, der ebenfalls versuchte, sein Herrschaftsgebiet zu erweitern. Als der Graf von Toggenburg 1436 kinderlos verstarb, vermochte Schwyz zusammen mit Glarus dessen Erbe anzutreten. Zürich reagierte darauf 1438 mit einer Getreidesperre gegen Schwyz und Glarus. Da eine eidgenössische Vermittlung scheiterte, musste sich Schwyz – wie alle Innerschweizer seit Jahrzehnten – vermehrt im Aargau und im Elsass eindecken. Reding erhielt aber einen Grund, Zürich im Reich anzuschwärzen und militärisch anzugreifen. Im Gefecht am Etzel (Mai 1439) fügte er den Zürchern eine Niederlage zu. Das war der Beginn des Alten Zürichkrieges, der bis 1450 andauern sollte. Im Jahr 1440 eroberte Reding mit Unterstützung der übrigen Truppen der Eidgenossen plündernd die Zürcher Landschaft, sodass Stüssi die Niederlage eingestehen musste und die Lebensmittelsperre aufhob. Im Gegenzug gaben die Schwyzer einen Grossteil der besetzten Gebiete zurück.
Der Frieden hielt nicht lange. Als Zürich sich mit dem deutschen König Friedrich III. absprach und ein Bündnis mit den Habsburgern einging, eskalierte der Konflikt erneut. Erneut drangen eidgenössische Truppen ins Zürchergebiet vor, erneut kam es zu einer Niederlage Zürichs. Nach erfolglosen Friedensverhandlungen in Baden fielen Innerschweizer Heerhaufen unter Ital Reding abermals in das Stadtzürcher Hinterland ein. Am 1. Mai 1444 erreichten sie das Städtchen Greifensee und begannen mit der Belagerung. Die Zürcher Besatzung unter der Führung von Hauptmann Wildhans von Breitenlandenberg musste am 27. Mai 1444 kapitulieren. 62 Mann wurden am 28. Mai 1444 von den siegreichen Innerschweizern auf der «Blutmatte» in Nänikon im Schnellverfahren hingerichtet. Das Massaker, in Konflikten zwischen Eidgenossenschaft noch nie Dagewesenes, ging als „Mord von Greifensee“ in die Geschichte ein. Ob die Bluttat von Greifensee mit dem Rücktritt Redings von seinem Amt als Schwyzer Landammann im Jahr 1445 zusammenhängt, bleibt Spekulation. 1446 trat Reding als Alt-Ammann noch einmal auf, als er beim Schiedsgericht in Kaiserstuhl die Klage der Eidgenossen gegen Österreich besiegelte. Reding starb 1447. Im gleichen Jahr wurde sein Sohn Ital Reding der Jüngere zum Schwyzer Ammann ernannt und blieb es bis 1464.

## Ital Reding in Chroniken und Dichtung
Welche Rolle Reding bei dem Gemetzel von Greifensee spielte, war schon in zeitgenössischen Quellen umstritten. Der Schwyzer Chronist Hans Fründ, der eine ausführliche Beschreibung der Belagerung hinterliess, widmete der Hinrichtung nur wenige Zeilen und erwähnte Reding überhaupt nicht. In der Chronik des Zürcher Gerold Edlibach wird Reding eine entscheidende Rolle zugesprochen. Von ihm sei der Befehl ausgegangen, alle, ausser den in Schwyz geborenen Ueli Kupferschmid, mit dem Schwert hinzurichten. Auch in der nichtzürcherischen Eidgenössischen Chronik von Werner Schodoler (entstanden zu Beginn des 16. Jahrhunderts) wird Reding durchaus eine harte Haltung zugesprochen. In der Luzerner Bilderchronik des Diebold Schilling wird von Reding behauptet, dass er die Hinrichtung selber ausführen werde, falls der Scharfrichter sie nicht vornehmen sollte. Theodor von Liebenau konnte allerdings in zwei Briefen von Augenzeugen nachweisen, dass die Hinrichtung keineswegs Redings alleiniger Entschluss war, sondern von allen Vertretern aller beteiligten Orte beschlossen wurde.
Die Vorgänge von Greifensee wurden wiederholt auch literarisch verarbeitet. Im historischen Roman «Der Freihof von Aarau» (1823) schildert Heinrich Zschokke die Ereignisse und Zusammenhänge der Zerstörung von Greifensee aus Sicht seines Protagonisten, Ritter Marquard von Baldegg. Zschokke lässt Reding als unbarmherzigen Rächer auftreten, der Teufel hat den Itelhans [Ital Reding] durstig gemacht nach der armen Leute Blut! Gottfried Keller flocht den Mord von Greifensee in seine Salomon Landolt gewidmete Erzählung Der Landvogt von Greifensee (1878) ein und erwähnt dabei die starre Unbarmherzigkeit der Mehrheit und ihres Führers Itel Reding. Ital Redings Schicksal stellte Albrecht Emch in seinem Kleintheaterstück «Ital Reding, der Eisenkopf von Greifensee oder Die Mordtat von Greifensee» dar.